# Bolleroda
Bolleroda is een plaats in de Duitse gemeente Hörselberg-Hainich in  Thüringen. De gemeente maakt deel uit van het Wartburgkreis.  Het dorp werd in 1994 bij Großenlupnitz gevoegd  en maakt sinds 2007 deel uit van Hörselberg-Hainich.